# Ma bonne amie Irma
Série
Irma à Hollywood
(1950)
Pour plus de détails, voir Fiche technique et Distribution.
Ma bonne amie Irma (titre original : My Friend Irma) est un film américain réalisé par George Marshall, sorti en 1949.

## Synopsis
Jane (Diana Lynn) et Irma (Marie Wilson) vivent dans un appartement à New York. L'une est affairiste, l'autre est son opposé. Irma va épouser un homme riche, quant à Jane, elle tombe amoureuse de Steve (Dean Martin) qui est chanteur accompagné de son bon ami Seymour (Jerry Lewis). Celui-ci est l'ami du fiancé de Irma. Ses débuts comme chanteur vont être fortement compromis par la jeune Jane.

## Fiche technique
- Titre français : Ma bonne amie Irma
- Titre original : My Friend Irma
- Réalisation : George Marshall, assisté d'Oscar Rudolph
- Scénario : Cy Howard et Parke Levy d'après la série radiophonique créé par Cy Howard
- Producteur : Hal B. Wallis
- Producteur associé : Cy Howard
- Musique : Roy Webb
- Directeur de la photographie : Leo Tover
- Montage : LeRoy Stone
- Création des décors : Henry Bumstead et Hans Dreier
- Costumes : Edith Head
- Effets spéciaux de maquillage : Wally Westmore
- Effets spéciaux visuels : Gordon Jennings
- Société de production : Wallis-Hazen
- Société de distribution : Paramount Pictures
- Pays de production :  États-Unis
- Langue : anglais
- Format : Noir et blanc — 35 mm — 1,37:1 — Son : Mono (Western Electric Recording)
- Genre : Comédie
- Durée : 103 minutes
- Dates de sortie : 
  - États-Unis : 28 septembre 1949
  - France : 28 octobre 1950

## Distribution
- John Lund : Al, un chômeur qui s'improvise manager, le fiancé d'Irma
- Marie Wilson : Irma Peterson, une écervelée source de bien des ennuis
- Diana Lynn : Jane Stacey, la colocataire et meilleure amie d'Irma
- Don DeFore : Richard Rhinelander III, un riche trader dont Jane devient la secrétaire privée
- Dean Martin : Steve Laird, serveur dans un bar à jus de fruits et chanteur débutant
- Jerry Lewis : Seymour, son compère gaffeur et bêta
- Hans Conried : le professeur Kropotkin
- Kathryn Givney : Mme Rhinelander
- Percy Helton :  Z. Clyde
- Gloria Gordon : Mme O'Reilly, la propriétaire
- Erno Verebes : M. Ubang et son frère
- Margaret Field : Alice

Acteurs non crédités :
- Charles Coleman : Henry
- Chester Conklin : le serveur du Gypsy Tea Room
- Nick Cravat : le type fleur bleue
- Jimmie Dundee : l'homme au papier peint
- Franklyn Farnum : le maître d'hôtel
- Bess Flowers : une dîneuse au Gypsy Tea Room
- Sam Harris : un dîneur au Gypsy Tea Room
- Leonard B. Ingoldest : le directeur de l'orchestre
- William Meader : un client
- Walter Merrill : le journaliste
- Harold Miller : un dîneur au Gypsy Tea Room
- Howard M. Mitchell : l'homme au parking
- Jack Mulhall : le photographe
- Ken Niles : le présentateur du concours radiophonique
- Francis Pierlot : le percepteur
- Joey Ray : Sam, le vendeur d'animaux
- Dewey Robinson : le camionneur
- Billy Snyder : le boucher
- Douglas Spencer : le décorateur d'intérieur
- Ray Stanley
- Ian Wolfe : le pasteur
- Chief Yowlachie : l'Indien

## À noter
- Al (John Lund) : Al est fiancé à Irma depuis 5 ans et on ne sait pas s'il l'aime vraiment ou si c'est pour profiter du salaire de celle-ci. Al est un homme prétentieux, égoïste et odieux. Il est détesté par Jane pour son manque d'organisation et de faux deal. Il est surtout très manipulateur envers son entourage, surtout les plus naïfs comme Irma et Seymour.
- Irma Peterson (Marie Wilson) : Irma est une jeune femme blonde, douce mais un peu naïve et écervelée. Elle est secrétaire pour un boss qui aurait mieux aimé la renvoyer il y a longtemps. Elle vit dans un appartement avec sa meilleure amie Jane. Malgré ses nombreuses bourdes, Irma est généreuse et a toujours de bonnes intentions.
- Jane Stacey (Diana Lynn) : Jane est tout le contraire de son amie, quelqu'un d'organisé avec toute sa tête. Elle souhaite se marier avec un millionnaire et obtenir un job de secrétaire. Mais celle-ci voit son destin tourner lors de sa rencontre avec le jeune chanteur Steve, dont elle tombe amoureuse. Malgré ses airs froids, Jane est une personne gentille avec de bonnes intentions.
- Steve Laird (Dean Martin) : Steve est un jeune homme travaillant dans un stand à jus d'orange. Sa vie prend une autre tournure à la rencontre de Al qui lui offre d'être son agent. Mais celui-ci tombe sous le charme de la belle Jane, ce qui pourrait compromettre sa carrière de chanteur. Steve est un homme gentil, attentionné, charmant, toujours accompagné de son meilleur ami Seymour.
- Seymour (Jerry Lewis) : Seymour est le meilleur ami de Steve. Celui-ci n'a pas vraiment de but dans la vie sauf devenir une star avec son ami Steve. Mais il s'avère que celui-ci n'a pas beaucoup de talent, mais il ne renonce toujours pas quoi qu'on lui dise. Seymour est toujours avec son ami Steve. C'est une jeune garçon comique, maniaque, maigrichon mais mignon pareil.